# Sherman Guity
Sherman Isidro Guity Guity (Limón, 3 de diciembre de 1996) es un deportista costarricense que compite en atletismo adaptado. Ganó cuatro medallas en los Juegos Paralímpicos de Verano, en los años 2020 y 2024.

## Palmarés internacional
| Juegos Paralímpicos | Juegos Paralímpicos | Juegos Paralímpicos | Juegos Paralímpicos |
| Año                 | Lugar               | Medalla             | Prueba              |
| ------------------- | ------------------- | ------------------- | ------------------- |
| 2020                | Tokio (Japón)       | Medalla de oro      | 200 m T64           |
| 2020                | Tokio (Japón)       | Medalla de plata    | 100 m T64           |
| 2024                | París (Francia)     | Medalla de oro      | 100 m T64           |
| 2024                | París (Francia)     | Medalla de oro      | 200 m T64           |